# Kate O’Connor
Katherine „Kate“ O’Connor (* 12. Dezember 2000 in Newry, Nordirland) ist eine irische Leichtathletin, die sich auf den Siebenkampf spezialisiert hat und aktuell Inhaberin des Landesrekordes ist. 2025 wurde sie in Nanjing Vizehallenweltmeisterin im Fünfkampf.

## Sportliche Laufbahn
Erste internationale Erfahrungen sammelte Kate O’Connor bei den 2016 erstmals ausgetragenen Jugendeuropameisterschaften in Tiflis mit 5559 Punkten den siebten Platz im Siebenkampf belegte. Im Jahr darauf gelangte sie bei den U20-Europameisterschaften in Grosseto mit 5759 Punkten auf den achten Platz und 2018 wurde sie bei den Commonwealth Games im australischen Gold Coast für Nordirland startend mit 5695 Punkten Achte. 2019 gewann sie bei den U20-Europameisterschaften in Borås mit 6093 Punkten die Silbermedaille und 2021 musste sie ihren Wettkampf bei den U23-Europameisterschaften in Tallinn ihren Wettkampf vorzeitig beenden. Im Jahr darauf gewann sie bei den Commonwealth Games in Birmingham mit 6233 Punkten die Silbermedaille hinter der Engländerin Katarina Johnson-Thompson. Anschließend verzichtete sie bei den Europameisterschaften in München kurzfristig auf einen Start. 2023 gelangte sie bei den Halleneuropameisterschaften in Istanbul mit 4353 Punkten auf den neunten Platz im Fünfkampf. Im August startete sie bei den Weltmeisterschaften in Budapest und gelangte dort mit 6145 Punkten auf den 13. Platz. Im Jahr darauf nahm sie an den Olympischen Sommerspielen in Paris teil und wurde dort mit 6167 14.
2025 steigerte sie ihre Bestleistung im Fünfkampf bei den Halleneuropameisterschaften in Apeldoorn auf 4781 Punkte und gewann damit die Bronzemedaille hinter der Finnin Saga Vanninen und Sofie Dokter aus den Niederlanden. Kurz darauf gewann sie bei den Hallenweltmeisterschaften in Nanjing mit 4742 Punkten die Silbermedaille hinter der Finnin Vanninen. Im August siegte sie bei den World University Games in Bochum mit neuem Landesrekord von 6487 Punkten im Siebenkampf.
In den Jahren 2020, 2022 und 2024 wurde O’Connor irische Meisterin im Speerwurf.

## Persönliche Bestleistungen
- Speerwurf: 52,92 m, 19. Juli 2019 in Borås (irischer U20-Rekord)
- Siebenkampf: 6487 Punkte, 24. Juli 2025 in Bochum (irischer Rekord)
  - Fünfkampf (Halle): 4781 Punkte, 9. März 2025 in Apeldoorn (irischer Rekord)